# Nicole Büchler
Nicole Büchler (17 december 1983) is een Zwitserse polsstokhoogspringster en loopster, die in 2016 deelnam aan de Olympische Spelen.

## Biografie
Büchler legde zich toe op het polsstokhoogspringen en veroverde hierin meerdere nationale titels, zowel indoor als outdoor. Ze is met 4,78 m Zwitsers recordhoudster outdoor. Ze nam in 2016 deel aan de Olympische Spelen, waar ze zesde zou worden met 4,70.

## Persoonlijke Records
Outdoor
| Onderdeel            | Prestatie | Record | Datum             | Plaats     |
| -------------------- | --------- | ------ | ----------------- | ---------- |
| 100 m horden         | 14,01 s   |        | 19 september 2009 | Langenthal |
| 100 m                | 12,47 s   |        | 10 mei 2015       | Colmar     |
| polsstokhoogspringen | 4,78 m    | NR     | 6 mei 2016        | Doha       |
| verspringen          | 5,65 m    |        | 17 maart 2016     | Portland   |

Indoor
| Onderdeel            | Prestatie | Datum           | Plaats     |
| -------------------- | --------- | --------------- | ---------- |
| 60 m horden          | 8,65 s    | 7 februari 2009 | Magglingen |
| polsstokhoogspringen | 4,80 m    | 17 maart 2016   | Portland   |

## Erelijst

### Polsstokhoogspringen
- 2007:  Universiade - 4,35 m
- 2007:  ZK Indoor - 4,00 m
- 2008:  ZK Indoor - 4,10 m
- 2009:  Universiade - 4,50 m
- 2009:  ZK Indoor - 4,40 m
- 2009:  ZK - 4,25 m
- 2009:  European Team Championships 1st League - 4,10 m
- 2010:  ZK Indoor - 4,47 m
- 2012:  ZK - 4,45 m
- 2012: 8e WK indoor - 4,55 m
- 2013:  ZK - 4,40 m
- 2014:  ZK Indoor - 4,45 m
- 2015:  ZK - 4,71 m
- 2015:  ZK Indoor - 4,40 m
- 2016:  ZK Indoor - 4,72 m
- 2016: 4e WK Indoor - 4,80 m
- 2016: 6e Olympische Spelen - 4,70 m
- 2017:  European Team Championships 1st League - 4,55 m
- 2017:  Diamond League in Stockholm - 4,65 m
- 2019: 9e kwal. WK - 4,55 m

- Gemeinsame Normdatei: 1118405013
- World Athletics: 14300685
- Virtual International Authority File: 4139147907530079210006
- WorldCat: E39PBJfrRjW6jpcy9rxfh37j4q